# Чемпионат Уругвая по регби
Чемпионат Уругвая по регби (исп. Campeonato Uruguayo de Rugby) или Эль Кампеонато де Клубес (исп. El Campeonato de Clubes, «клубный чемпионат») — крупнейшее командное соревнование Уругвая по регби-15. Турнир проводится с 1950 года.

## История
Регби появилось в стране в конце XIX века. Тем не менее, лишь в середине следующего столетия были созданы формальные регбийные институты. Одним из энтузиастов уругвайского регби был Карлос Кат, содействовавший созданию клубного чемпионата в 1950 году. В январе следующего года он же стал первым главой Уругвайского регбийного союза. Участниками первого розыгрыша чемпионата стали клубы «Олд Бойз», «Колония», а также мультиспортивные клубы: Крикетный клуб Монтевидео и «Карраско Поло». Представители последнего клуба собрали сразу два состава для участия в турнире.
С течением времени состав участников изменялся. В конце пятидесятых к лиге присоединились «Лос Куэрвос», в начале шестидесятых за титул стали бороться «Олд Кристианс». Позже участниками чемпионата стали «Шампаньят», «Треболь де Пайсанду», «Пукару», «Ла Качила», «Трувиль», «Колония Роуинг», «Ла Олья» и ПСЖ.

## Чемпионы Уругвая
| - 1950: «Олд Бойз» - 1951: «Монтевидео Крикет» - 1952: «Олд Бойз», «Карраско Поло» - 1953: «Монтевидео Крикет» - 1954: «Трувиль» - 1955: «Колония Роуинг» - 1956: «Монтевидео Крикет», «Олд Бойз», «Трувиль» - 1957: «Олд Бойз» - 1958: «Колония Роуинг», «Трувиль» - 1959: «Олд Бойз» - 1960: «Лос Куэрвос» - 1961: «Карраско Поло» - 1962: «Олд Бойз» - 1963: «Олд Бойз» - 1964: «Олд Бойз» - 1965: «Олд Бойз» - 1966: «Карраско Поло» - 1967: «Олд Бойз» - 1968: «Олд Кристианс», «Олд Бойз» - 1969: «Олд Бойз» - 1970: «Олд Кристианс» - 1971: «Ла Качила» - 1972: «Ла Качила» | - 1973: «Ла Качила», «Олд Кристианс» - 1974: «Ла Качила» - 1975: «Ла Качила», «Олд Бойз» - 1976: «Олд Кристианс» - 1977: «Олд Кристианс» - 1978: «Олд Кристианс» - 1979: «Олд Кристианс» - 1980: «Олд Кристианс» - 1981: «Карраско Поло» - 1982: «Олд Кристианс» - 1983: «Карраско Поло» - 1984: «Олд Кристианс» - 1985: «Олд Кристианс» - 1986: «Олд Кристианс» - 1987: «Олд Кристианс» - 1988: «Олд Кристианс» - 1989: «Олд Кристианс» - 1990: «Карраско Поло» - 1991: «Карраско Поло» - 1992: «Карраско Поло» - 1993: «Карраско Поло» - 1994: «Карраско Поло» - 1995: «Карраско Поло» | - 1996: «Карраско Поло» - 1997: «Карраско Поло» - 1998: «Карраско Поло» - 1999: «Карраско Поло» - 2000: «Карраско Поло» - 2001: «Карраско Поло» - 2002: «Карраско Поло» - 2003: «Карраско Поло» - 2004: «Карраско Поло» - 2005: «Карраско Поло» - 2006: «Карраско Поло» - 2007: «Олд Кристианс» - 2008: «Карраско Поло» - 2009: «Карраско Поло» - 2010: «Олд Бойз» - 2011: «Карраско Поло» - 2012: «Карраско Поло» - 2013: «Олд Бойз» - 2014: «Карраско Поло» - 2015: «Олд Кристианс» - 2016: «Олд Кристианс» - 2017: |

## Сильнейшие клубы
- 27 титулов
  - «Карраско Поло»: 1952, 1961, 1966, 1981, 1983, 1990, 1991, 1992, 1993, 1994, 1995, 1996, 1997, 1998, 1999, 2000, 2001, 2002, 2003, 2004, 2005, 2006, 2008, 2009, 2011, 2012, 2014
- 18 титулов
  - «Олд Кристианс»: 1968, 1970, 1973, 1976, 1977, 1978, 1979, 1980, 1982, 1984, 1985, 1986, 1987, 1988, 1989, 2007, 2015, 2016
- 15 титулов
  - «Олд Бойз»: 1950, 1952, 1956, 1957, 1959, 1962, 1963, 1964, 1965, 1967, 1968, 1969, 1975, 2010, 2013
- 5 титулов
  - «Ла Качила»: 1971, 1972, 1973, 1974, 1975
- 3 титула
  - «Монтевидео Крикет»: 1951, 1953, 1956
  - «Трувиль»: 1954, 1956, 1958
- 2 титула
  - «Колония Роуинг»: 1955, 1958
- 1 титул
  - «Лос Куэрвос»: 1960